# Legenda o vášni
Legenda o vášni (v anglickém originále Legends of the Fall) je americký dramatický film z roku 1994. Režisérem filmu je Edward Zwick. Hlavní role ve filmu ztvárnili Brad Pitt, Anthony Hopkins, Aidan Quinn, Julia Ormond a Henry Thomas.

## Ocenění
Film získal Oscara v kategorii nejlepší kamera. Dále byl nominován v kategoriích nejlepší výprava a zvuk. Brad Pitt byl za svou roli v tomto filmu nominován na Zlatý glóbus. Film byl dále nominován v kategoriích nejlepší film-drama, režie a hudba.

## Obsazení
| Brad Pitt        | Tristan Ludlow            |
| Anthony Hopkins  | William Ludlow            |
| Aidan Quinn      | Alfred Ludlow             |
| Julia Ormond     | Susannah Fincannon-Ludlow |
| Henry Thomas     | Samuel Ludlow             |
| Karina Lombard   | Isabel Decker Ludlow      |
| Sekwan Auger     | mladá Isabel              |
| Gordon Tootoosis | One Stab                  |